# Bülstringen
Bülstringen est une commune allemande de l'arrondissement de la Börde, Land de Saxe-Anhalt.

## Géographie
Bülstringen se situe dans la vallée de l'Ohre, sur le Mittellandkanal.
La commune comprend les quartiers de Bülstringen et de Wieglitz.
|             | Calvörde    |              |
| Flechtingen | Bülstringen |              |
|             |             | Haldensleben |

## Histoire
En janvier 2010, Wieglitz fusionne avec Bülstringen.

## Source, notes et références
- (de) Cet article est partiellement ou en totalité issu de l’article de Wikipédia en allemand intitulé « Bülstringen » (voir la liste des auteurs).